# Barichneumon albignator
Barichneumon albignator är en stekelart som beskrevs av Aubert 1994. Barichneumon albignator ingår i släktet Barichneumon och familjen brokparasitsteklar. Utöver nominatformen finns också underarten B. a. africator.